# Ross Andru
Ross Andru, pseudonimo di Rostislav Androuchkevitch (Highland Park, 15 giugno 1927 – Long Island, 9 novembre 1993), è stato un fumettista statunitense.
Autore prima della DC Comics e poi della Marvel dagli anni settanta, si occupò di personaggi quali Flash, l'Uomo Ragno, Wonder Woman e The Punisher.

## Carriera

### Marvel Comics
Nei primi anni settanta, Andru lasciò la DC per la Marvel Comics. Inizialmente si occupò di storie brevi in testate come Marvel Feature, dove lanciò il super gruppo dei Difensori nel primo numero (dicembre 1971) e Marvel Team-Up, a partire dal marzo 1972, dove disegnò Spider-Man insieme ad altri personaggi Marvel. Nel 1973 cominciò il suo periodo di cinque anni come disegnatore regolare della serie The Amazing Spider-Man, che all'epoca era la testata di maggior successo della Marvel. Andru e lo sceneggiatore Gerry Conway introdussero il personaggio de il Punitore, che divenne in seguito uno dei personaggi più celebri della Marvel Comics.
Nel 1976, su testi di Gerry Conway, disegnò il primo fumetto d'incontro tra personaggi DC e Marvel, Superman contro l'Uomo Ragno.

## Morte
Andru fu colpito da aneurisma cerebrale e morì il 9 novembre 1993, a Jamaica Bay, Queens County, New York. Il suo corpo fu cremato e sepolto nel Fresh Pond Crematory and Columbarium, Middle Village, Queens County, New York.